# Wosh MC
Стефан Иванов Иванов, или по-известен с псевдонима си Wosh MC, е български хип-хоп изпълнител и продуцент. Той е част от групата The Top Stoppers и основател на звукозаписната компания Stick Insect Records, която първоначално през 1999 г. е група, която създава заедно с Йоко.

## Ранни години
Роден е на 29 април 1984 г. в София. Син е на актьорите Иван Иванов и Петя Силянова и е израснал в артистичните среди. Учи кинорежисура в НБУ и заснема 27-минутен документален филм за ролите на баща си в киното. Филмът е озаглавен „Добре дошъл у дома" и се е излъчвал по БНТ.
Занимава се с музика от ученическите си години. В гимназията среща рап музиката. Станало му интересно, харесал му свободният стил. Тогава измислил и псевдонима си Wosh MC. Допада му свободното изразяване в рапа и открива себе си в него.

## Кариера
Първият му албум се казва „Animal“, излязъл през 2009 г. През 2012 г. дори получава номинация за най-добро MC. 1998 година, когато е само на 14 той е сформирал група с негов приятел наречена „Откачена възраст“, а Йоко и още две момичета имат момичешка група наречена „С две гърди напред". Когато групите и на двамата се разпадат, той и Йоко решават да направят тяхна собствена група – „Stick Insect". По-късно към тях се присъединяват Feel и Piro, а „The Top Stoppers" става име на новосъздалата се формация. Те имат издаден дебютен албум, озаглавен „Get The Benjamins". Той е тематично разделен в две части – „тъмна" и „светла". Към светлата страна се отнасят позитивните песни за душата, а към тъмната – тези за тялото.